# Jully Musangi
Jully Alungata Musangi es una deportista keniana que compite en taekwondo. Ganó una medalla de bronce en los Juegos Panafricanos de 2023, en la categoría de –73 kg.

## Palmarés internacional
| Juegos Panafricanos | Juegos Panafricanos | Juegos Panafricanos | Juegos Panafricanos |
| Año                 | Lugar               | Medalla             | Categoría           |
| ------------------- | ------------------- | ------------------- | ------------------- |
| 2023                | Acra (Ghana)        | Medalla de bronce   | –73 kg              |